# بلدة بارودا (ميشيغان)
بارودا (بالإنجليزية: Baroda Township, Michigan)‏ هي بلدة تقع بولاية ميشيغان في الولايات المتحدة. تبلغ مساحتها 46.2 (كم²)، وترتفع عن سطح البحر 197 م، بلغ عدد سكانها 2801 نسمة في عام تعداد الولايات المتحدة 2010 حسب إحصاء مكتب تعداد الولايات المتحدة وتصل الكثافة السكانية فيها 60.9 نسمة/كم2.

## وصلات خارجية
- barodatownship.org
- The US50 - Cities and Towns in Michigan State
- Michigan Cities and Towns, Facts, Map, Flag, Colleges, Government, and More